# Ochotona gaoligongensis
A Pika-de-Gaoligong (Ochotona gaoligongensis) é um lagomorfo endêmico da China.